# 菲熱 (密蘇里州)
菲熱（英語：Fuget）是位於美國密蘇里州密西西比縣的鬼鎮。

## 歷史
菲熱的郵局於1885年設立，其後於1932年停運。

## 地理
菲熱所處的海拔為高於海平面93米（即305英呎），而該地所採用的時區為UTC-6，即北美中部時區（CST）。同時該地設有夏令時間，為UTC-6調快一小時，即UTC-5（CDT）。